# Kľušov
Kľušov este o comună slovacă, aflată în districtul Bardejov din regiunea Prešov. Localitatea se află la altitudinea de 317 m deasupra n.m., se întinde pe o suprafață de 15,37 km2 și în 2017 număra 1.096 de locuitori. Se învecinează cu comuna Kobyly, Bardejov.

## Istoric
Localitatea Kľušov este atestată documentar din 1332.

## Demografie
| An:                | 1994 | 2004   | 2014   | 2024   |
| ------------------ | ---- | ------ | ------ | ------ |
| Număr de persoane: | 970  | 1033   | 1092   | 1089   |
| Diferență:         |      | +6,49% | +5,71% | −0,27% |

| An:                | 2023 | 2024   |
| ------------------ | ---- | ------ |
| Număr de persoane: | 1074 | 1089   |
| Diferență:         |      | +1,39% |